# Life Goes On (canción de Gym Class Heroes)
Life Goes On es una canción de la banda de hip hop Gym Class Heroes, lanzado 18 de octubre de 2011 como el primer sencillo promocional de su quinto álbum de estudio The Papercut Chronicles II. La canción, producida por Emile Haynie, cuenta con la voz de cantante y compositora danesa Oh Land.
El audio oficial, fue subido a YouTube el 18 de octubre de 2011 a una longitud total de cuatro minutos y doce segundos.

## Lista de canciones
| Descarga digital |                                |          |  |
| N.º              | Título                         | Duración |  |
| 1.               | «Life Goes On» (feat. Oh Land) | 4:11     |  |

## Historial de lanzamiento
| País           | Día                   | Formato          | Discográfica    |
| -------------- | --------------------- | ---------------- | --------------- |
| Estados Unidos | 18 de octubre de 2011 | Descarga digital | Fueled by Ramen |